# Fabre Geffrard

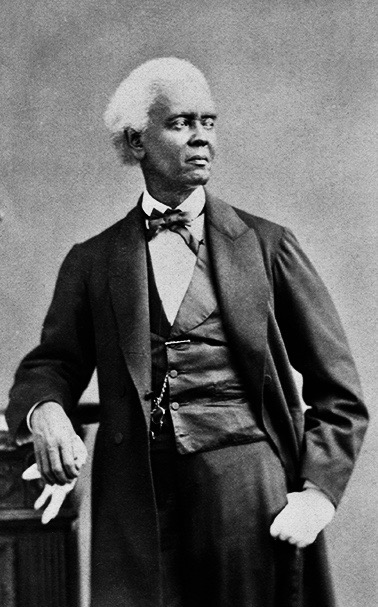

Fabre Nicholas Geffrard, född 19 september 1806 i Anse-à-Veau i Haiti, död 11 februari 1879 i Kingston på Jamaica, var Haitis president 15 januari 1859 till 13 mars 1867.